# 布罗尼斯瓦夫·贝贝尔
布罗尼斯瓦夫·贝贝尔（波蘭語：Bronisław Bebel，1949年5月16日—），波兰男子排球运动员。他曾代表波兰参加1972年和1976年夏季奥林匹克运动会排球比赛，其中1976年奥运会获得一枚金牌。